# Sagar Forniés
Sagar Forniés (multilingüe: Sagar Forniés Matías)  (Saragossa, 1974) més conegut com a Sagar  és un il·lustrador, director artístic i escenògraf aragonès.

## Biografia

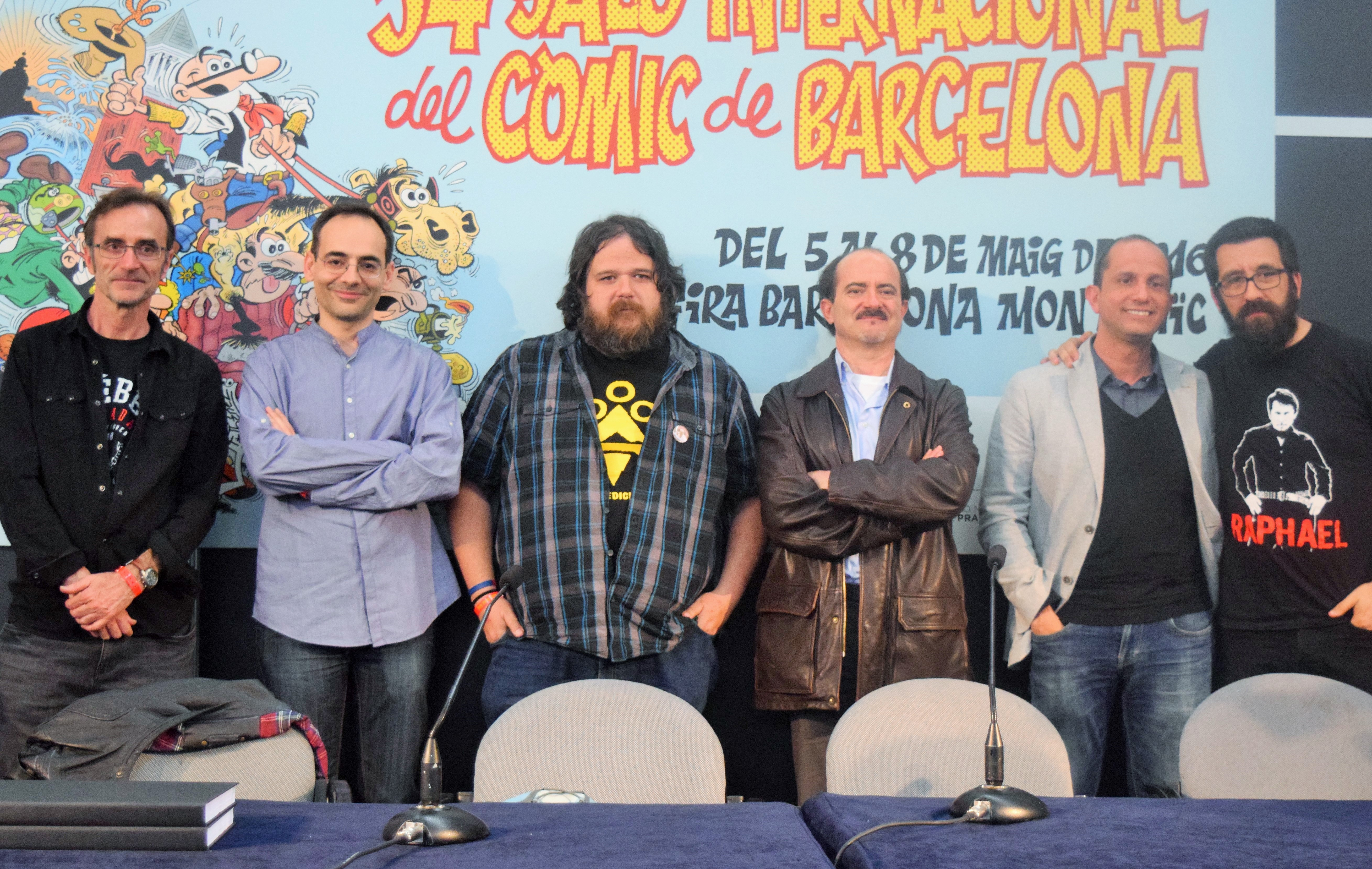
Sagar (a la dreta) al costat de Jorge Carrión i la resta d'autors nominats a la millor obra del Saló del Còmic de Barcelona (2016).

Nascut a Saragossa i criat a Osca, va cursar estudis de Belles Arts a la Universitat de Barcelona, ciutat a la qual resideix des de 1996. Acabada la formació va començar a realitzar treballs de direcció artística en un estudi d'animació, a dissenyar escenografies amb La Fura dels Baus i a publicar còmics.
Com a director d'art, destaquen els seus dissenys i fons per la pel·lícula Chico i Rita (2010) de l'Estudi Mariscal, l'escenografia del ballet La consagració de la primavera d'Ígor Stravinski, estrenada a París el 2013, i El amor brujo de Manuel de Falla per l'Auditori de la Diputació d'Alacant el 2018.
Com a dibuixant de còmic ha publicat obres com Bajo la piel (Astiberri, 2004) o Cuentas pendientes (Astiberri, 2016), ambdues amb guió de l'autor català Sergi Álvarez. També, de la col·laboració amb l'escriptor Andreu Martín en resultà el còmic El mundo perdido (Astiberri, 2010), que il·lustra l'obra d'Arthur Conan Doyle. El 2012 va publicar La ola perfecta (EDT, 2012), amb guió del periodista i crític de còmics Ramón de España. I més tard, el 2017, va dibuixar el còmic El síndrome de Stendhal (Glénat/Centre Pompidou, 2017), amb guions d'Aurelie Herrou.
La seva col·laboració amb l'escriptor Jorge Carrión va començar el 2018 amb Gótico (Norma, 2018). Però l'obra que ha assolit més èxit fruït d'aquesta col·laboració és Barcelona. Los vagabundos de la chatarra (Norma, 2015), una obra d'investigació periodística considerada un dels còmics espanyols més innovadors dels últims temps. El còmic obtingué una nominació al premi a la millor obra del Saló Internacional del Còmic de Barcelona de 2016.